# Angelo Riccaboni
Angelo Riccaboni (La Spezia, 24 luglio 1959) è un economista italiano.
Laureato in Scienze Economiche e Bancarie a Siena, è stato rettore dell'Università degli Studi di Siena dal 2010 al 2016, presso cui è attualmente docente di economia.

## Biografia
Dopo la laurea a Siena, Riccaboni ottiene il dottorato di ricerca in economia aziendale all'Università di Pisa. 
Durante la sua carriera accademica è stato visiting scholar presso Harvard Business School, New York University, University College of North Wales at Bangor, Columbia University, INSEAD, London School of Economics, University of Southern California, DePaul University Chicago. 
È stato Lecturer presso la University College of North Wales tra il 1989 ed il 1990 e docente presso l’International Master in Business Administration di HEC Parigi nel 2005.
Dopo essere stato preside di facoltà, Angelo Riccaboni ha ricoperto il ruolo di Rettore dell'Università degli Studi di Siena dal 2010 al 2016, occupandosi del risanamento dell'ente. Dopo il termine del suo mandato viene eletto il professor Frati già prorettore durante il mandato di Riccaboni.
Dal 2016 presiede l’Assemblea delle Università internazionali del Sustainable Development Solutions Network, iniziativa promossa dalle Nazioni Unite.
Dal 2017 è presidente della fondazione PRIMA, incaricata di attuare un programma di ricerca e innovazione euro-mediterraneo in materia di sistemi agroalimentari, con un budget di 500 milioni di euro fornito dalla commissione europea e da 19 paesi.